# Койнонія
Койнонія (грец. κοινωνία, лат. koinōnia) — спілкування людей з Богом та один з одним через Бога. Таїна Святого Причастя. Термін «койнонія» позначає досить широке коло явищ, що мають відношення до вертикального (Бог — людина, громада) та горизонтального (спілкування членів громади між собою, міжособистісного) рівнів взаємодії. Поєднаними є й дискурси його застосування: спільнотний та комунікативний. Спільнотний не суперечить комунікативному та навпаки. Приміром цього є Перше послання до коринфян, де написано таке: «Чаша благословення, яку благословляємо, чи не є причастя Крові Христової?» (грец. κοινωνία ἐστὶν τοῦ αἵματος τοῦ Χριστοῦ?) «Хліб, який переломлюємо, чи не є співпричастя Тіла Христового?» (грец. κοινωνία τοῦ σώματος τοῦ Χριστοῦ?) (1 Кор. 10:16). «І вони постійно перебували в учінні Апостолів, у спілкуванні і переломленні хліба і в молитві (грец. …τῇ διδαχῇ τῶν ἀποστόλων καὶ τῇ κοινωνίᾳ, τῇ κλάσει τοῦ ἄρτου καὶ ταῖς προσευχαῖς) (Дії 2:42). Цей термін також застосовується у контексті покликаних Богом до спілкування (1 Кор. 1:9); спілкування Святого Духа зі всіма вами (2 Кор. 13:13), коли йдеться про необхідність спілкування християн один з одним (1 Ів. 1:3, 6, 7; Филим. 1:17); спілкування із чужинцями (Рим. 12:13); у його релігійно-етичному дискурсі для позначення участі в чужому стражданні (2 Кор. 1:7; Фил. 4:14) тощо.
«Термінологічно-правописний порадник», розроблений Інститутом богословської термінології та перекладів, здійснюючи історичну ретроспективу цього терміна, подає таку його контекстуальну варіативність: відношення людини, людської спільноти до Бога (2 Петр. 1:4); надприродне відношення людей між собою у Бозі (1 Ів. 1:3); головні посередники скріплення життя в Бозі (євхаристійні дари); спільність між людьми на рівні людської природи (Євр. 2:14). Там само подано герменевтику терміногрупи κοινωνία, κοινωνός, κοινωνέω, що походить від слова κοινός (спільний, звідки й назва елліністичної мови κοινή). Ця праця рекомендує як більш доцільний переклад означених термінів через євхаристійний, аніж комунікативний тезаурус, тобто як причастя — співпричастя — сопричастя — спільність, але не як спілкування і далі, бути причетним — мати участь — бути учасником — брати участь.
Аналітика контекстів застосування терміна «койнонії» засвідчила, що саме через нього найповніше самовиявляється досвід християнського діалогізму. Сучасна православна теологія здійснює перенесення цього концепту з області христології до тріадології, поєднуючи його сенси із смислами концепту «перихорезис», що позначає «діалогічний взаємообмін життям в особистісних відносинах». Щодо пріоритетних акцентів, обраних у відношенні до койнонії-праксису (чи то спілкування, чи то спільності), то останнім часом посилюються тенденції розуміння койнонії як койнонії-громади, тобто спільності у спілкуванні (Н. В. Іщук).
Койнонійний тип соціальності був сформований за часів есхатологічного християнства та пережив низку трансформацій від громади-койнонії — спільноти, заснованої на безпосередньому не відчуженому спілкуванні в модусах «учнівство» та «братство», до громади-парафії та громади-еклезії, що узасадничило трансформацію типу християнської спільнотності — від співжиття як братерства убік його топологічного (такого, що прикріплений до певного місця) або ж організаційного (такого, що прикріплений до організації) функціонування. Враховано його ціннісний та організаційний дрейф — від внутрішнього (койнонійного й еклезіального) діалогу в напрямі діалогу зовнішнього — із державними структурами. Перспективно, відбудовування православної громадськості стане успішним, якщо буде здійснюватися за зразком функціонування невеликих груп екзистенційної мережі, заснованих одночасно на релігійному дусі (religare) та на локалізмі (близькості до центру) (М. Маффесолі). Безпосередні горизонтальні стосунки, згуртованість і мобільність, готовність як до спільної відповіді на загрози, так і до суголосного переживання радості — атрибутивні якості неотрайбів, прийнятні для сучасної православної спільноти. Це призведе до посилення суб'єктність кожної громади та її членів. На рівні релігійної психології це зумовить «одомашнення» сучасності та водночас «осучаснення» православ'я, коли парафіяни не відчуватимуть на собі тиску мегаорганізації й надособистісних парадигм, поділятимуть православні цінності в колі духовно близьких людей, у такий спосіб пом'якшуючи власний індивідуалізм, але не підпадаючи під вплив знеособлювального колективізму.